# کمبل (مینه‌سوتا)
کمبل، مینه‌سوتا (به انگلیسی: Campbell, Minnesota) یک شهر در ایالات متحده آمریکا است که در مینه‌سوتا واقع شده‌است.

## خصوصیات
کمبل ۰٫۶۲ کیلومترمربع مساحت و ۱۵۸ نفر جمعیت دارد و ۳۰۰ متر بالاتر از سطح دریا واقع شده‌است.